# Citizen Cope
Citizen Cope é o pseudônimo de Clarence Greenwood, um músico norte-americano. Greenwood cresceu em Washington, D.C., e agora vive no Brooklyn, Nova York.

## Juventude
Nascido em Memphis, Tennessee, Clarence Greenwood passou partes de sua infância no Texas e em Mississipi, finalmente se estabelecendo em Washington, D.C., onde foi criado.

## Gravações
Clarence Greenwood foi inicialmente DJ para a banda de hip hop de Washington D.C. chamada Basehead. Ele assinou com a Capitol Records em 1997.
Em 2000, Citizen Cope assinou com a DreamWorks, lançando um álbum auto-intitulado em 2002. Rolling Stone escreveu, "...Cope mistura hip-hop com folk, soul e blues... e 'sente' esta combinação profundamente... os acordes e harmonias incomuns de Cope são combinados à uma delicada dissonâncias com flashes inesperados de beleza..." e o Washington Post chamou-o de "A exportação mais cheia de alma que a cidade já fez desde Marvin Gaye".
Logo depois, a Arista Records procurou o compositor, aconselhando Cope a quebrar o contrato com a Dreamworks. Em 2004 ele lançou The Clarence Greenwood Recordings, o qual ele também produziu. O álbum de 2004 foi seguido por Every Waking Moment, em 2006 (também produzido por ele), que estreiou em #69 na lista da Billboard 200. Em 2010, Cope decidiu fundar seu próprio selo, a Rainwater Recordings, dando-se maior liberdade criativa. Ele lançou o álbum The Rainwater LP naquele ano. Nesta época descobriu em Ellen DeGeneres uma fã, que o convidou para apresentar a música "Healing Hands" em seu programa de auditório em abril de 2010.
“Let the Drummer Kick” de seu álbum Citizen Cope de 2002 foi classificado pela R.I.A.A. como Disco de Ouro. Citizen Cope lançou seu último álbum, One Lovely Day em 17 de Julho de 2012.

## Álbuns
- Cope Citizen (1992)
- Citizen Cope (2002)
- The Clarence Greenwood Recordings (2004)
- Every Waking Moment (2006)
- The Rainwater LP (2010)
- One Lovely Day  (2012)